# 경기도교육복지종합센터
경기도교육복지종합센터(京畿道敎育福祉綜合-)은 지방교육자치에 관한 법률 제32조에 따라 교직원 및 학생 복지 서비스를 강화하고자 경기도교육청 산하에 설치된 소속기관이다.